# Szpital pediatryczny Dzieciątka Jezus w Rzymie
Szpital pediatryczny Dzieciątka Jezus w Rzymie (wł. Ospedale pediatrico Bambino Gesù) – szpital pediatryczny w Rzymie założony w 1869 r., a w 1924 r. przekazany Watykanowi. Szpital zajmuje się najbardziej skomplikowanymi przypadkami, operując co trzecie dziecko, które poddawane jest we Włoszech operacjom.